# ウルシー環礁

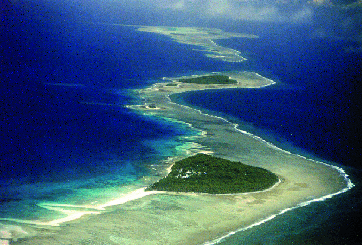
ウルシー環礁

ウルシー環礁（ウルシーかんしょう、Ulithi Atoll）は、西太平洋カロリン諸島東北端、ヤップ島の約100km東北東（北緯10度00分00秒 東経139度40分00秒 / 北緯10.00000度 東経139.66667度）に位置する環礁である。ウリシ環礁、ウリシー環礁、ユリシ環礁、ユリシー環礁とも表記される。

## 概要

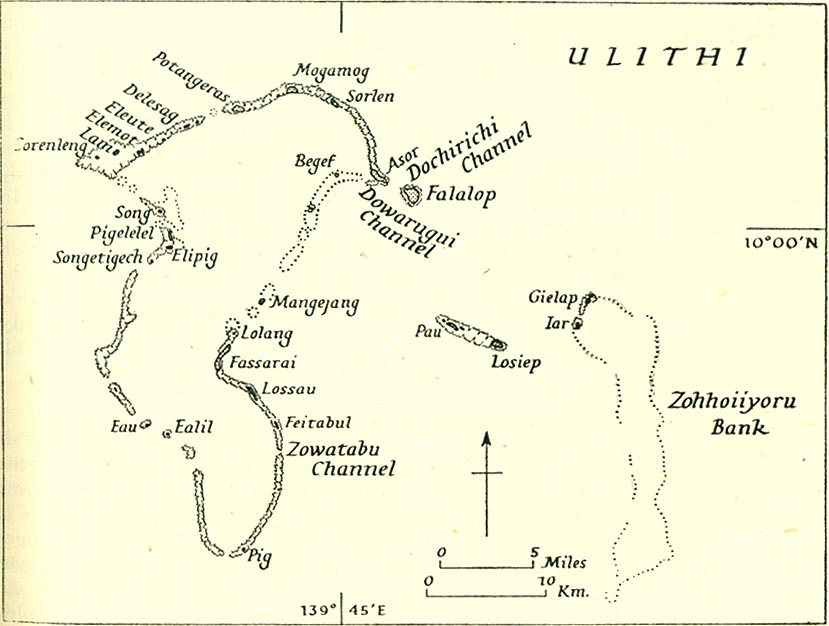
ウルシー環礁の地図

環礁の地形は、北部がラム島からヴェロップ島にかけて東西に並び、南部はソニグ島からピッグ島にかけて縦長に点在する40の小島から成り、4.5平方キロメートルの陸地面積を持つ。環礁の東側が大きく開いておりムガイ水道から中央部のラグーンへの航路となる。長さ30km、幅15kmの潟を囲み、潟を含む広さは548平方キロメートルに及び、世界第4位の大きさとなる。
ウルシー環礁はミクロネシア連邦ヤップ州の管理下にある。各島にはそれぞれ（ファラロップおよびフェダライには複数の）酋長がおり、モグモグ島にはウルシー環礁全体の酋長がいる。
観光客のために小さなリゾートホテルとガソリンスタンドが存在し、近年の台風により暗礁のいくつかが破壊されたが、環礁は現在もよいフィッシング・ポイントおよびダイビング・スポットである。なお、ダイビング・サービスがファラロップ島のリゾートホテルに併設されていたが2007年4月現在閉鎖されており、クルージングによるダイビングのみが可能である。
ウルシー潟には第二次世界大戦中に沈没した艦船が数隻ある。このうち日本軍の回天の攻撃により沈没したアメリカ海軍給油艦から漏出した油による環境汚染が問題となっていたが、アメリカ海軍が2003年2月に除去作業を行った。

## 歴史

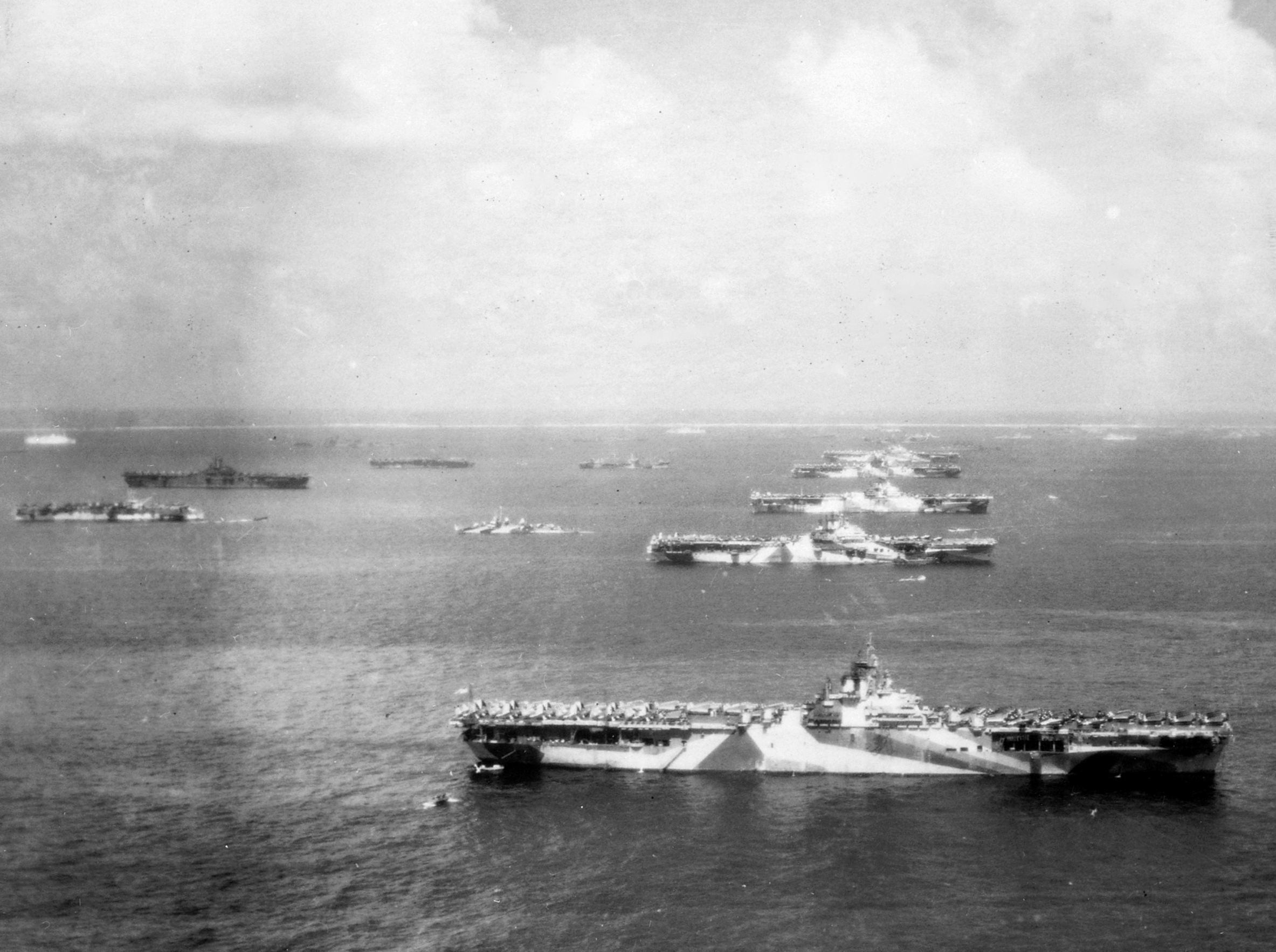
ウルシー泊地に集結した第38任務部隊の空母群（1944年）

ウルシー環礁にいつ頃人類が到達したのかはわかっていない。やがてウルシー環礁は中央カロリン諸島の島々の例に漏れずヤップ島への臣従関係に入る（ヤップ帝国）。ウルシー環礁に最初に到達したヨーロッパ人はポルトガルの探検家ディエゴ・ダ・ローシャで、1526年のことであった。
第二次世界大戦時、日本軍は大戦初期に無線所と気象測候所を建設し、ウルシー潟を艦船の停泊地として使用した。ただ、潟内に暗礁があるため、本格的な泊地とはしていなかった。1944年になるとアメリカ海軍の航空母艦によるパラオ大空襲で攻撃を受けたため、機雷敷設のうえ放棄することに決め、9月までに撤収を完了した。
1944年9月23日、アメリカ陸軍第81歩兵師団から抽出されたウルシ―上陸連隊が抵抗もなく無血上陸を果たし、数日後には大勢の設営部隊が続いて上陸した。調査船「サムナー」(USS Sumner, AGS-5)は潟を調査し、700隻の艦艇が停泊できることを報告した。日本軍の残した機雷は除去され、暗礁も爆破して撤去された。その数カ月後、沖縄戦に備えた617隻の艦艇がウルシー環礁に集結した。以後、ウルシー環礁はアメリカ海軍を中心とした連合国軍の重要な基地となった。ウルシー環礁はフィリピン、台湾、沖縄からほとんど等距離に位置したため、部隊集結地点の役割を果たした。

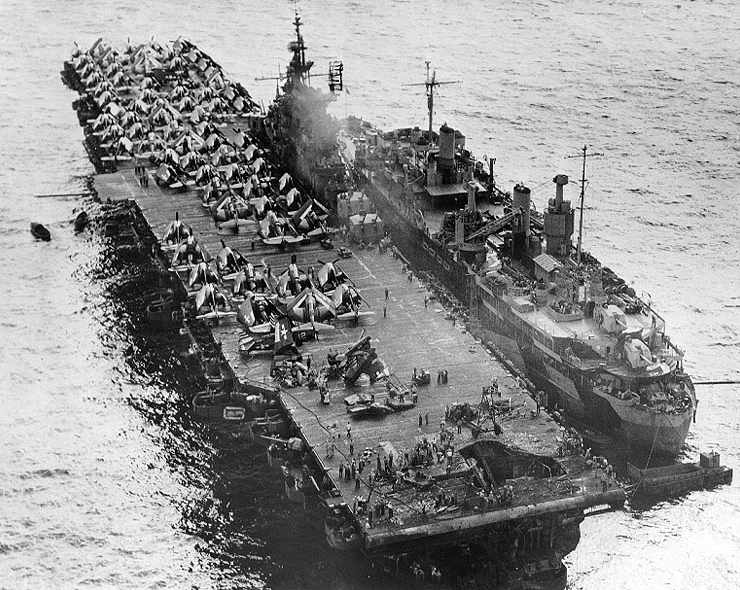
工作艦による修理を受ける空母「ランドルフ」（1945年）

これに対して日本軍はすでに孤島と化したトラック島に新型偵察機「彩雲」を送り、しばしば偵察を行っている。1944年11月の第1次玄作戦を皮切りに、潜水艦により回天を輸送して特攻を繰り返したが、給油艦「ミシシネワ」撃沈など若干の損害を与えるにとどまった。なお、「ミシシネワ」から漏出した石油による海洋汚染が後に問題となった。
また、日本軍は、1945年3月11日に本土から海軍の新型双発陸上爆撃機「銀河」24機による梓特別攻撃隊を出撃させている。銀河15機がウルシーに到達し奇襲は完全に成功した。しかしながら、ウルシーは、すでに夕闇が覆っており、1機が空母「ランドルフ」に突入したものの空襲に驚いたアメリカ軍は灯火管制を実施、このため目標を視認できず珊瑚礁を敵艦と見間違えて突入したり低空で敵を探すうちに海面に突入したものが多かった。突入をあきらめた3機（隊長機=黒丸直人大尉機を含む）はヤップ島に不時着した。「ランドルフ」の被害は損傷にとどまった。戦後の調査により「ランドルフ」に突入したのは攻撃隊の第二中隊長、福田幸悦大尉機と判明した。米軍側戦死傷者は100名を超え、以後は微細なことでも在泊艦隊に警報が発令され沖縄攻略前の事前休養もままならなくなった。
戦後はアメリカによる統治を経て、現在はミクロネシア連邦のヤップ州の管理下にある。

## 人口
人口はファラロップ、アソール、モグモグ、フェダライの4島に集中するが、このほかマンジェジョン島にも一家族が居住する（2007年4月現在）など、人が居住する島が存在する。総人口は2000年時点で773人であった。
島の住民は労働及び学業のために島を離れることが一般的なため、人口は1年の内に大きく変動する。高校の卒業式と言った祝祭が有った場合人口は増大する。結婚式や葬式があった場合、人口は2倍に増えることもある。

## 交通
ファラロップ島にはPacific Missionary Aviationの運航する定期便により空路で渡航可能である他、ウルシー環礁に渡航するためにはヤップ州が運航する連絡船を利用することができる。ファラロップ島の臨時滑走路は第二次世界大戦中に建設され、アメリカ軍によって使用された。大戦中島民はフェダライ島に移動させられ、残りの島々は泊地の艦艇や設備を支援するための基地として使用された。

## 電力
現在はモグモグ島およびファラロップ島に発電設備があり給電されている。各戸にいたる送電線は台風による被害を防ぐため地下に埋設されている。このほか、小型の携帯型発電機を備える戸もある。

## 通信
地上波のテレビ放送は行われていないものの、衛星テレビジョン受像装置とビデオデッキやDVDプレーヤーが普及している。また、GSM方式による携帯電話サービスが行われ、静止衛星経由でFSM Telecomの一部を形成しているが、通信状態は安定していない。このため、現在もヤップ本島との連絡は、短波帯を用いた無線電話に依存しているほか、Pacific Missionary Aviationの通信網あるいは航空便により行われている。

## 教育
ヤップ州公立高校3校の内の1校がある。